# JR四国8600系電車
8600系電車（8600けいでんしゃ）は、四国旅客鉄道（JR四国）の直流特急形電車。

## 概要
2000系気動車の老朽化に伴い、本系列の導入前に1往復だけ残っていた岡山駅 - 宇和島駅間の直通運用を系統分離することにより、予讃線電化区間における置換え用として登場した特急形電車である。JR四国における特急形電車の新製は8000系電車以来21年ぶりであり、開発には、鉄道建設・運輸施設整備支援機構の特例業務勘定の利益剰余金を利用した費用支援が行われており、量産先行車の導入に約10億円が費やされている。2014年（平成26年）6月23日に営業運転を開始した。
キャッチコピーは「SETOUCHI STREAM EXPRESS」で、8000系電車のキャッチコピー「瀬戸の疾風」を踏襲したものである。
内外装や調度デザインの製作は建築デザインの経験があるJR四国の社員と車両メーカーが共同で行っている。デザインコンセプトは「レトロフューチャー」とし、「ノスタルジックな鉄道車両のイメージを未来特急としてデザイン」している。
曲線での速度向上のため、車体傾斜制御装置を搭載している。2000系気動車・8000系電車では制御付き自然振子方式が採用されていたが、本形式は台車構造の簡素化による省メンテナンス化と、到達時分の短縮の両立を図るために台車枠と車体の間にある左右の空気ばねの内圧を制御して、車体を傾斜させる空気ばね式車体傾斜方式を採用している。

## 車両概説

### 車体
ステンレス鋼を用いた溶接組立構造のステンレス車体を採用しており、車体の側面の側構体には、溶接歪による凹凸が少ないレーザ溶接が使用されている。先頭部分の先頭鋼体部は普通鋼製を用いた溶接組立構造である。床面高さは8000系と同様の1105 mmである。
エクステリアデザインは、先頭部を蒸気機関車を模したブラックフェイスとし、「列車の力強さ・ダイナミズム」を表現している。車体色はオレンジとグリーンが用いられ、「瀬戸内の温暖な風土」と「穏やかで美しい四国の自然」、「愛媛」と「香川」をイメージし、特急のスピード感を流線（ストリームライン）でなぞらえている。車体下半分はグレーとした。
先頭部はすべて貫通構造であり、貫通扉にはLED式の愛称表示器を装備している。また、運転台部分に衝撃吸収構造を採用しており、前面から運転席の乗務員腰掛背面までをサバイバルゾーン、運転席の乗務員腰掛背面から客室扉があるデッキまでをクラッシャブルゾーンとしている。また、Tc車・Tsc車後位側には衝撃エネルギーの吸収要素を装備し確実に機能させるため、車端にアンチクライマーを設置している。
客用扉は8000系電車などと同様に各車片側に2つずつ、車端側に設置されているが、本系列ではプラグドアではなく一般的な引戸とされた。また、半自動機能付きで、そのためのドア開閉用ボタンも設置されている。また、車掌や客室乗務員が使用する放送装置は、車外放送が可能となっており、無人駅での集札業務が多いJR四国での地域事情を考慮している。
各客用扉付近には「SHIOKAZE EXPRESS OKAYAMA / MATSUYAMA」・「ISHIZUCHI EXPRESS TAKAMATSU / MATSUYAMA」の文字と各列車のヘッドマークが描かれたステッカーが貼られており、Tc車・Tsc車の3位・4位側側面には「SS」・「SETOUCHI STREAM EXPRESS SS8000」のロゴマークがそれぞれ描かれている。これは、元々8600系はSS8000系として開発されており、その名残である。

### 機器類
基本的に車両の性能確保を前提としたうえで、既存車両と共通化を図っているほか、新設計された機器も最小限の変更で既存車両に代替品として使用可能としている。
ユニットを組むMc車とTc（Tsc）車の2両に主要機器を分散搭載しており、Mc車にはVVVFインバータなどの主回路機器が、Tc車には集電装置や補助電源装置、空気圧縮機などの補機類が搭載される。
主回路制御方式は架線からの直流1,500 V をVVVFインバータで三相交流に変換して交流誘導電動機を制御するVVVFインバータ制御を採用する。
VVVFインバータ装置は S-CS63 と呼称される。IGBT素子を使用した2レベル電圧形PWMインバータ1基で1基の電動機を制御する、いわゆる1C1M構成であるため、故障時は1群ごとの開放が可能である。ブレーキ方式は回生・発電ブレーキ併用電気指令式空気ブレーキを採用しており、常用ブレーキ、非常ブレーキ、抑速ブレーキ、直通予備ブレーキの4種類を備えている。発電ブレーキ時に使用するブレーキチョッパ装置 S-CH63 と自然冷却式ブレーキ抵抗器 S-MR63 も装備しており、架線への回生負荷がある場合には回生ブレーキを優先させ、常用ブレーキ使用時では0 km/h付近まで回生ブレーキを使用できるが、架線への回生負荷が無い場合においての回生失効時には、架線電圧の急上昇を検知して発電ブレーキに切替わるようになっている。また、滑走制御機能付きブレーキ制御装置を台車近傍に装備する。
主電動機は東洋電機製造製の全閉外扇形三相かご形誘導電動機 S-MT63（端子電圧1,100 V、電流161 A、周波数172 Hz、1時間定格出力220 kW、極数6極、定格回転数3,400 rpm、効率93.5 %）を採用する。固定子コイルや回転子周辺への塵埃の侵入を防ぐ事ができ、従来の開放形主電動機と比較して保守性に優れた構造となっている。さらに、外扇ファンによる冷却風が固定子鉄心を直接冷却するため、冷却性能に優れている。
補機用・制御用電源として、静止形インバータ S-SIV150M を2基搭載する。そのうちの1基を待機予備とする待機二重系とすることで、冗長性を確保する設計である。
空気圧縮機はSIV出力の三相交流440 V・60 Hzを電源とする S-MH13-SC1600 を採用し、空気ブレーキや空気ばね式車体傾斜などへの圧縮空気の供給を行う。
冷房装置は作業性向上のため、機器構成単位ごとのモジュール設計とした、集中式の AU721S を各車1基搭載する。トンネル進入時にダンパを制御して汚れた空気の流入を防ぐ機能、停電で電力が絶たれた際にも換気が可能となる機能を装備する。
集電装置はTc・Tsc車後位に搭載する。なお、集電装置取付部の屋根は予讃線の狭小トンネルに対応するため通常部の3,560 mmから255 mm低くした3,305 mmとされている。集電装置にはJR四国の車両としては初めてのシングルアーム型（S-PS61）を採用した。バネ上昇式・空気下降式であり、電磁カギ外し装置を備える。すり板は側面にアーク保護板を取り付けたメタライズドカーボンすり板を採用し、高速走行での追従性向上のためにオイルダンパーを搭載する。車体取付寸法は、8000系電車の S-PS59 と共通とすることで互換性を持たせている。
また、集電装置が車体傾斜により架線から離線したり、狭小トンネルで建築限界へ支障することを防ぐため、車体側部を通して集電装置取り付け台と台車の間をワイヤーで連結し、集電装置の左右の動きを拘束、その取り付け台が屋根上の枕木方向に設置されたガイドレール上を移動することで、常に集電装置の位置を軌道中心とする架線追従装置を装備する。8000系にも同様の機構が搭載されているが、本系列では摺動とワイヤーの振れ角を小さくするため、台枠下面でのガイドローラーを省略している。また、台車の旋回・上下動の相対動きを相殺するため、ワイヤーロープ下端を台車に直接固定せず、車体側の中間ハリに接続し、台車のアンチローリング機構により中間ハリと台車が平行を保つ仕組みを設けている。
車体傾斜装置は川崎重工業開発の空気ばね式車体傾斜方式を採用しており、床下に車体傾斜電磁弁箱を各車に2台ずつ装備し、曲線外軌側の空気ばね高さを上げることで最大で2度の車体傾斜が可能である。使用時の曲線通過速度は、下表の通り。これは、より傾斜角の大きい振子方式で車体を傾斜させる2000系気動車・8000系電車と同等であるが、通常の在来線車両では曲線通過時の左右定常加速度（車体床面に水平な方向の定常加速度）0.08 G以下を目指して設計されるところ、本系列は着席を前提に新幹線で実績のある0.1 Gを許容している。
| 200≦R<400    | 400≦R<600    | 600≦R        |
| ------------ | ------------ | ------------ |
| 本則+20 km/h | 本則+25 km/h | 本則+30 km/h |

制御は、本系列以前に同方式による車体傾斜が実用化されたJR北海道キハ201系・キハ261系気動車では、ジャイロセンサーと加速度計から曲率を求めて加速度計の値が目標値となるまで車体を傾斜させるセンサ式を用いたが、本系列では、自社の制御付自然振子車両、2000系気動車・8000系電車と同様、地上の路線データなどをTc（Tsc）車のマイコン（TC装置）にあらかじめ記録し、ATS地上子により自車の位置を検知して曲線区間の手前から車体を傾斜させるマップ式を用いた。しかし、この制御方式は性能面で優れるが、空気バネ式車体傾斜に用いた場合、誤って曲線外軌側へ車体を傾斜させることが考えられることや、制御中止時に曲線通過速度を落とさざるを得ないため、センサ式をバックアップとして用いている。
このため、通常はマップ式による車体傾斜制御を行うが、マップ式による制御指令とセンサ方式による曲線検知情報の整合性が取れない場合、センサ方式による車体傾斜に移行し、乗り心地の若干の悪化にとどめることで、運用への影響を最小限としている。
台車は、空気ばね式車体傾斜制御付き軸梁式軽量ボルスタレス台車で、電動台車が S-DT66、付随台車が S-TR66 と呼称する。
軸ダンパ、上下動・左右動ダンパとヨーダンパを装備している。基礎ブレーキは、付随台車では空圧キャリパー式車軸ディスクブレーキ、動力台車では短編成時のブレーキ性能の向上を図るため、油圧キャリパー式車輪ディスクブレーキが採用されている。Mc車の前位側の台車とTc（Tsc）車の前位側の台車には端梁を設けて、前者にはATS車上子を、後者にはATS車上子と車体傾斜に用いる地点検知用車上子を取付けているほか、Tc・Tsc車後位側の台車は、先述の架線追従装置によりパンタグラフ台座と接続されている。
駆動装置はTD継手式平行カルダン方式を採用し、はすば歯車を用いた一段減速式で歯車比は89：16=5.56である。収納する歯車箱は鋳鉄製で、整備性の観点から上下分割方式である。

### 車内設備
車両・座席種別ごとに「グリーン（Fresh Green）」・「オレンジ（Shine Orange）」・「茜色（Deep Red）」のアクセントカラーが設定されており、座席色やデッキ部手すり、乗降用ドアの室内側の塗装に反映されている。
また客室にはバリアフリー整備ガイドラインを考慮した設備を導入している。照明にはLED照明を採用している。
車内案内表示器（フルカラーLED式）は客室妻扉上部のほか、普通車半室を指定席とする場合の案内用として客室中央にも設置している。
Tc・Tsc車に多機能便所・男性用小便所および洗面台、Mc車に通常の洋式便所と男性用小便所を設けている。多目的室はTsc車に設置している。
また、Tc・Tsc車の多機能便所前の通路は立客向けに明かり取り窓とコンセントのついたカウンター（ユーティリティスペース）を設けている。
普通車のインテリアのコンセプトは「未来を想起させる明るく洗練された車内空間」「先進感の中にナチュラルなぬくもりを感じることができる」インテリアとし、窓下に木質系のテクスチャーを配置している。なお、座席色は車両のインテリアのアクセントカラーに準じ、グリーンとオレンジが存在する。
腰掛は2+2配置の回転式リクライニングシート（座面連動式・可動式枕つき）を980 mm間隔で設置している。8000系と比較して超過遠心力（横G）の許容値を引き上げて設計している（後述）ため、腰掛は着席時の横Gの感覚を緩和するため適度なくぼみを追及し、座席背もたれを高くすることで総合的なホールド感を向上させている。
足元にはフットレストを装備しているほか、肘掛には交流100 V用の電源コンセントを備えている。背面テーブルはノートパソコン使用を考慮し、8000系の250 mm×380 mmから250 mm×420 mmに拡大されている。また、キャリーバッグなど手荷物の大型化に対応し、航空機の持ち込み可能手荷物の基準を考慮して荷棚を拡大している。
グリーン車のインテリアは普通車と異なり妻壁を木質系としているほか、じゅうたん敷きの床とすることで「落ち着きのある空間」としている。
Tsc車に半室で設定され、2+1配列の回転式リクライニングシート（可動式枕つき）を1,170 mm間隔で設置している。普通客室と同様肘掛に電源コンセントを設けているほか、電動レッグレスト・読書灯を設置している。なお、シートモケットはアクセントカラーの茜色にカラフルなドットラインの波形を重ねることで、「瀬戸内海の穏やかな海や豊かな自然」といった「四国の豊潤な自然の恵み」を表現している。

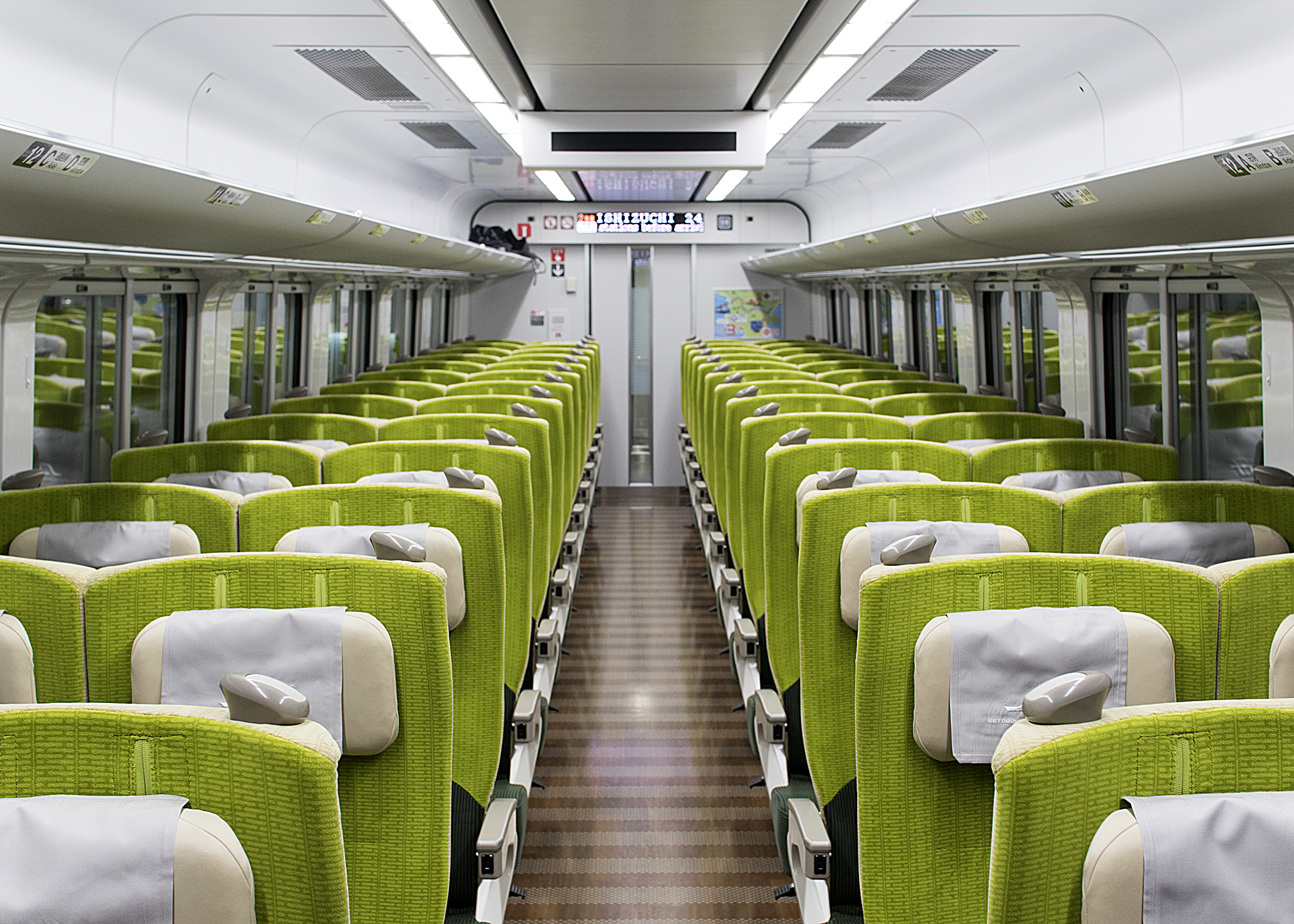
8601車内 （2014年12月）
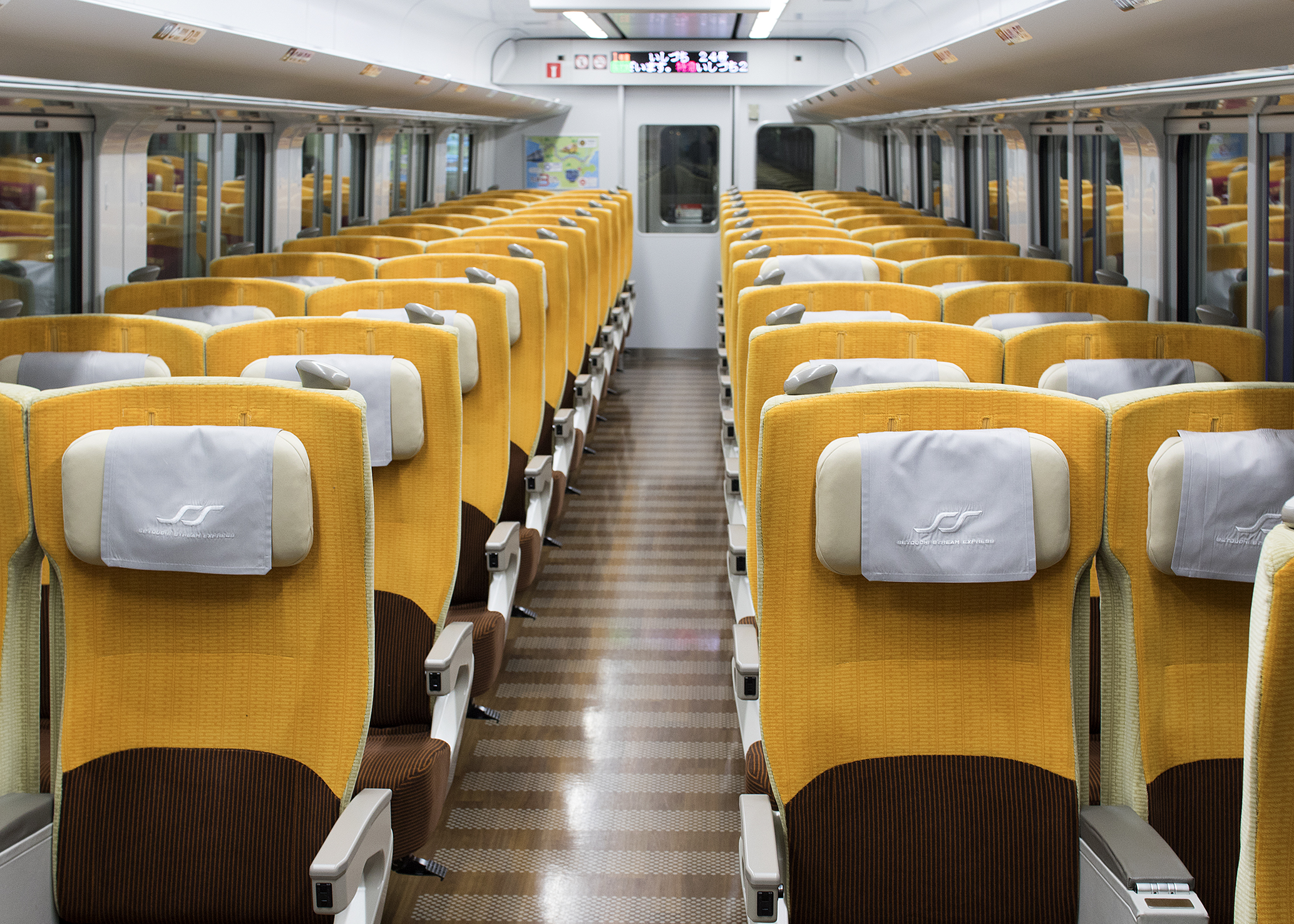
8751車内 （2014年12月）

乗務員室は、全て列車の分割・併合が容易に行える貫通構造の高運転台構造とし、高速走行時の視界確保と乗務員の安全を確保している。前面窓の運転席側と助士席側にはワイパーが装備されているが、運転席側に補助のワイパーを装備しており、主ワイパーが故障した際にはバックアップとして使用される。

## 形式・編成

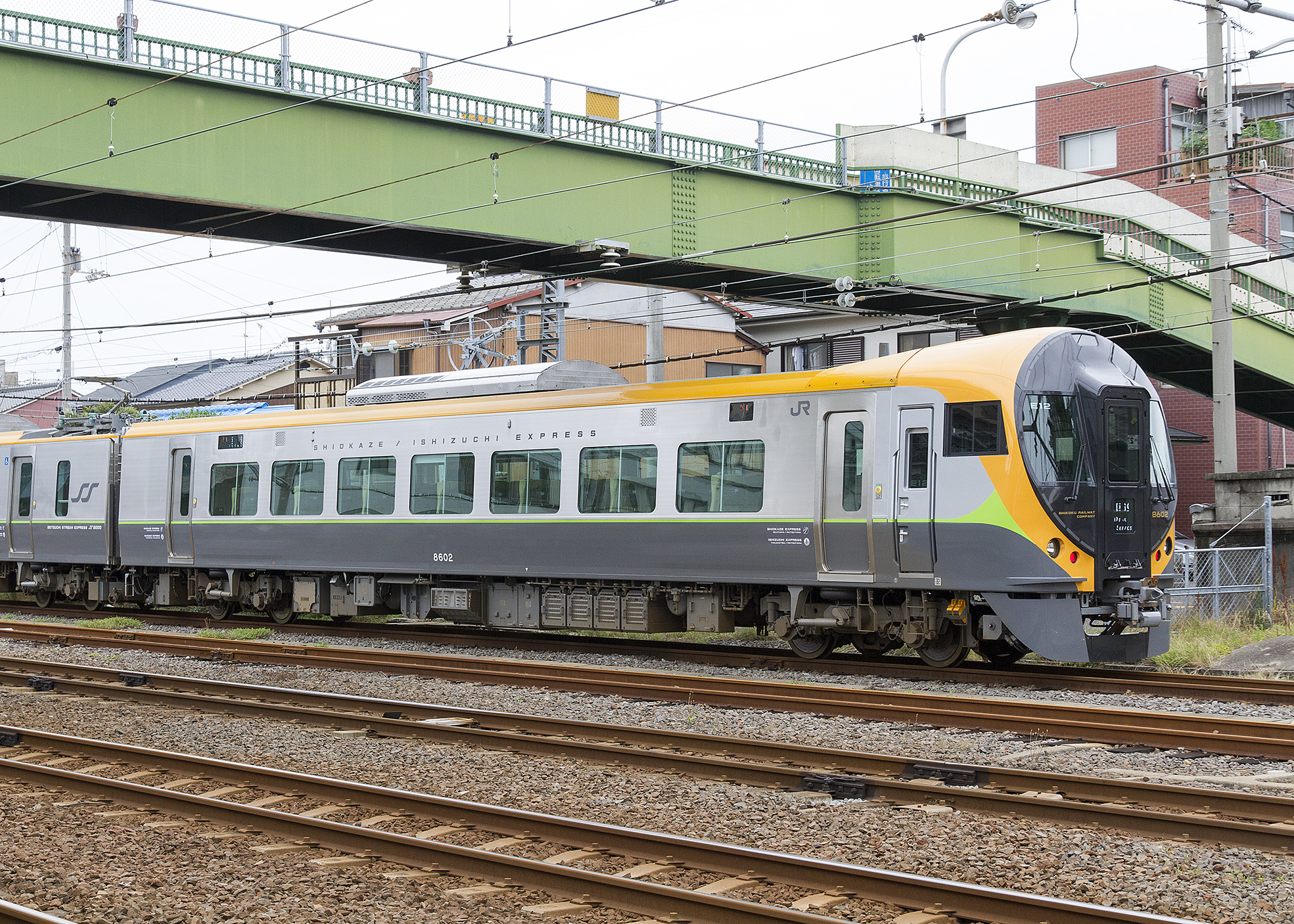
8602 （2014年5月 高松駅付近）
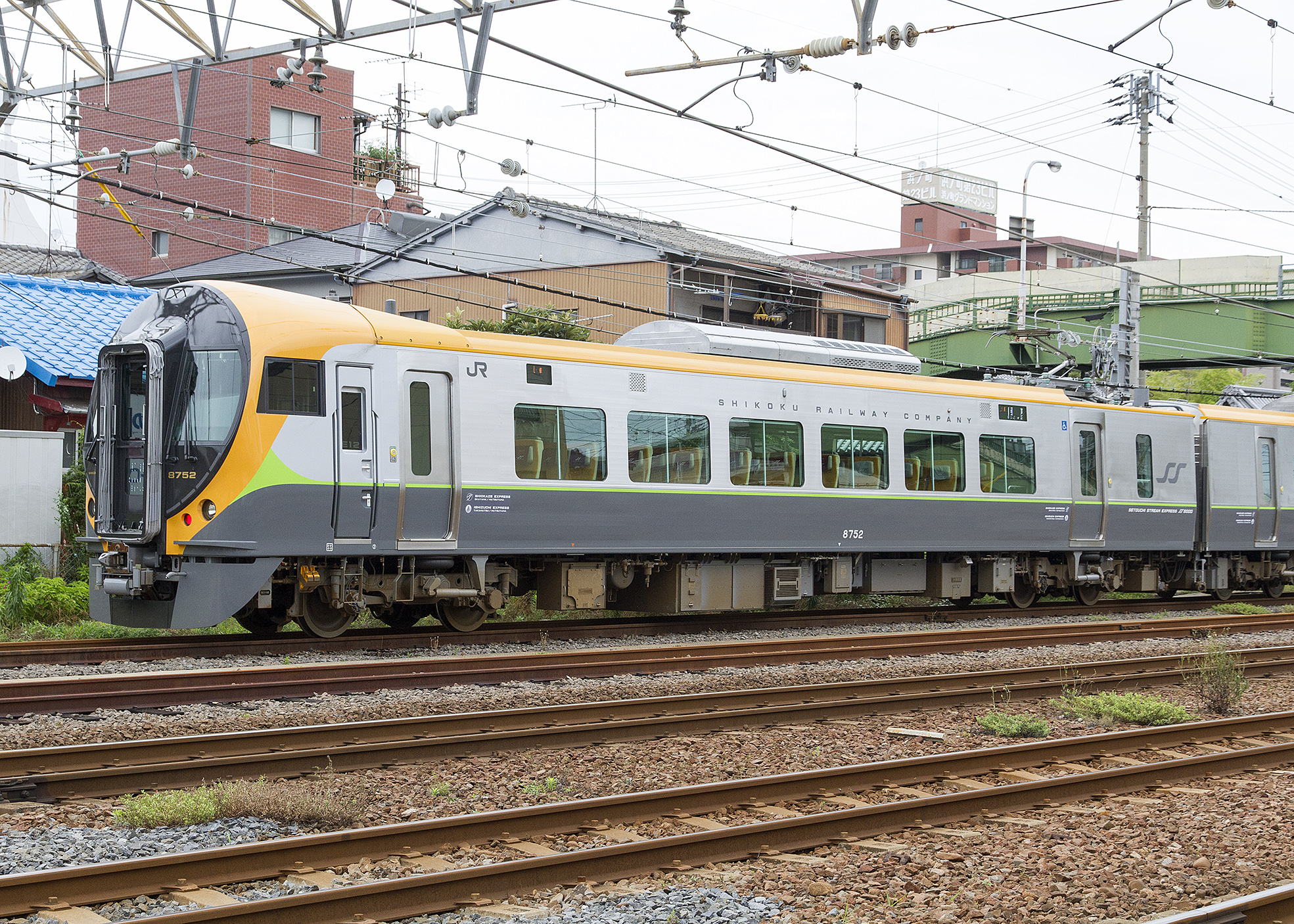
8752 （2014年5月 高松駅付近）

8000系では非貫通型の先頭車が存在し、8両編成を5両編成の基本編成と3両編成の付属編成に分割する構成としていたが、全ての車両が貫通型となっている本系列ではきめ細かな車両運用を行うため、Mc-Tcでユニットを組む2両編成を基本に、中間にT車を連結した3両編成が可能な構成とし、これら2両編成と3両編成の組み合わせで編成を組成する。なお、連結可能な編成数は地上設備側の制約で最大3編成までとなっている。
2両編成・3両編成ともに本系列を示す編成記号は「E」となっているが、2両編成は編成番号を10番台として区分されている。
- 8600形（Mc）

2・3両編成双方の岡山・高松方に組成される制御電動車で、全席普通席。定員56名（41.9 t）。インテリアのアクセントカラーはグリーン。
後位車端側車内には、自動販売機･洋式便所・男性便所が設置されている。
- 8700形（Tsc）

3両編成の松山方に組成される制御車。グリーン室と普通室の合造車。定員はグリーン客室12名、普通客室17名の計29名（39.0 t）。インテリアのアクセントカラーはグリーン客室のある前位側が茜色、普通客室のある後位側がグリーン。
後位車端部の屋根上にシングルアーム式パンタグラフを設置している。
後位側室内には男性便所･車椅子対応の多機能便所･洗面台･ユーティリティスペース・多目的室を備える。また、車内に車いす対応設備を設けている関係で、後位側デッキの乗降扉と客室妻扉の幅は有効開口900 mm以上に拡大されている。また、グリーン客室内の普通客室との仕切り壁には荷物置き場を設けている。
- 8750形（Tc）

2両編成の松山方に組成される制御車。全席普通席。定員45名（38.6 t）。インテリアのアクセントカラーはオレンジ。
後位車端側の屋根上にシングルアーム式パンタグラフを設置している。車内後位側デッキはほぼ8700形と同様であるが、多目的室を設置しないため、洗面台と男性用便所のレイアウトが異なっており、空いたスペースに簡易荷物棚を設置している。
- 8800形（T）

本系列唯一の中間車で、3両編成の中間に組成される付随車。全席普通席。定員68名（32.1 t）。インテリアのアクセントカラーはオレンジ。
客室と出入り台のほかに設備は無い。
- 8602
（2014年5月 高松駅付近）
- 8752
（2014年5月 高松駅付近）

| ← 岡山・高松松山 → | ← 岡山・高松松山 → | ← 岡山・高松松山 → |
| ------------------ | ------------------ | ------------------ |
| 形式               | 8600形 （Mc）      | ＜ 8750形 （Tc）   |
| 自重               | 41.9 t             | 38.6 t             |
| 定員               | 56                 | 45                 |

| ← 岡山・高松松山 → | ← 岡山・高松松山 → | ← 岡山・高松松山 → | ← 岡山・高松松山 → |
| ------------------ | ------------------ | ------------------ | ------------------ |
| 形式               | 8600形 （Mc）      | 8800形 （T）       | ＜ 8700形 （Tsc）  |
| 自重               | 41.9 t             | 32.1 t             | 39.0 t             |
| 定員               | 56                 | 68                 | 29                 |

## 改良・改修
量産先行車による走行試験時に、曲線が連続する区間で元空気溜圧が想定以上に低下する事象が発生した。このため、以下の改良が量産車で行われ、量産先行車についても改修が行われている。
- 傾斜を行う曲線の見直しなど、制御を行う区間の見直し
- 空気タンクを330 リットル/両から710 リットル/両となるよう増設
- 台車補助空気室の容量変更（45 リットル→35 リットル）

この改良に伴い、8600形・8750形では空車重量が量産先行車落成時と量産車とでそれぞれ0.3 tずつ増加している。

## 運用
2025年（令和7年）3月15日現在、「しおかぜ」「いしづち」の宇多津駅・多度津駅 - 松山駅間併結列車（以降「しおかぜ・いしづち」と記述）4往復（下り7・11・19・23号、上り8・12・20・24号）、「いしづち」単独列車上り2本（102・106号）・下り1本（103号）、「モーニングEXP松山」下り1本に使用される。「いしづち」単独列車についてはと下り103号・上り102号が2+2の4両編成、上り106号と「モーニングEXP松山」が3両編成で運用される。
ただし、予備車が3両編成×1本しかないため、「いしづち」となる2両編成が検査で欠ける場合や、多客期は3両編成で代替した3+2+3の8両編成で運転される（そのため、この場合グリーン車が2両となる）。
また、ゴールデンウィークやお盆などの多客期は輸送力確保の観点から「しおかぜ」8両編成をそのまま岡山に直通させるため、予備車を使っても8両編成で運転できない列車については8000系の8両編成が代走し、代走で余った車両や高松運転所所属の特急用車両が「しおかぜ」「南風」との分割併合を中止された「いしづち」「しまんと」の高松駅 - 宇多津駅・多度津駅間に2・3両編成で充当される。
四国以外でもJR西日本（瀬戸大橋線以外）においても入線実績があり、2017年（平成29年）には宇野線・山陽本線を経由して伯備線において、新型車両（後の273系）導入を前提としたデータ取得のための試験車両として借り出されたほか、2019年（平成31年）には営業運転で初めて備中高梁駅まで運行された。
2024年（令和6年）3月3日より、「瀬戸大橋線ご利用3億人キャンペーン」の一環として、同キャンペーンのロゴを8701 - 8703号の側面に掲出。掲出期間は同年12月頃まで。

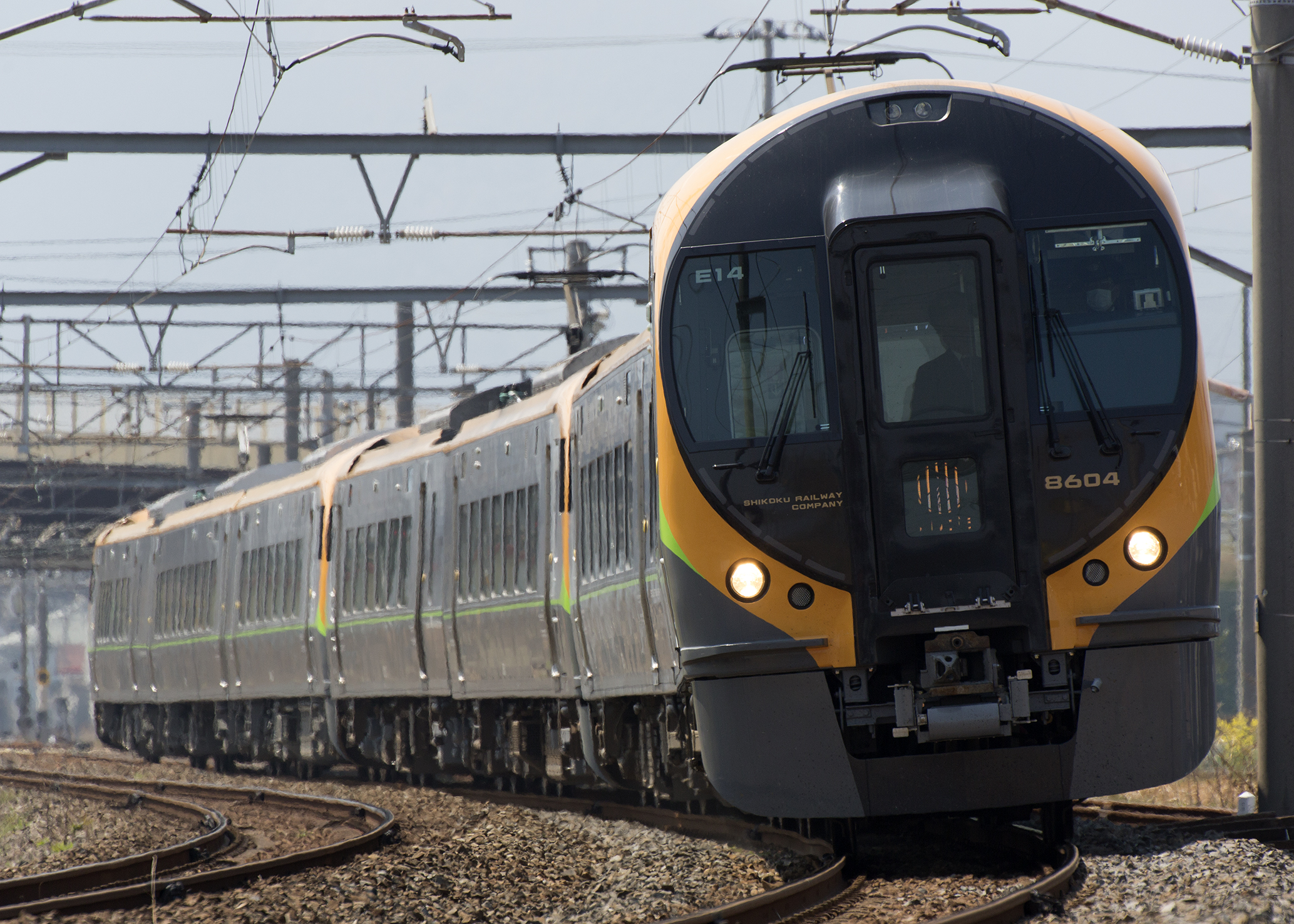
8600系で運用される「いしづち・しおかぜ」 （2016年3月28日）
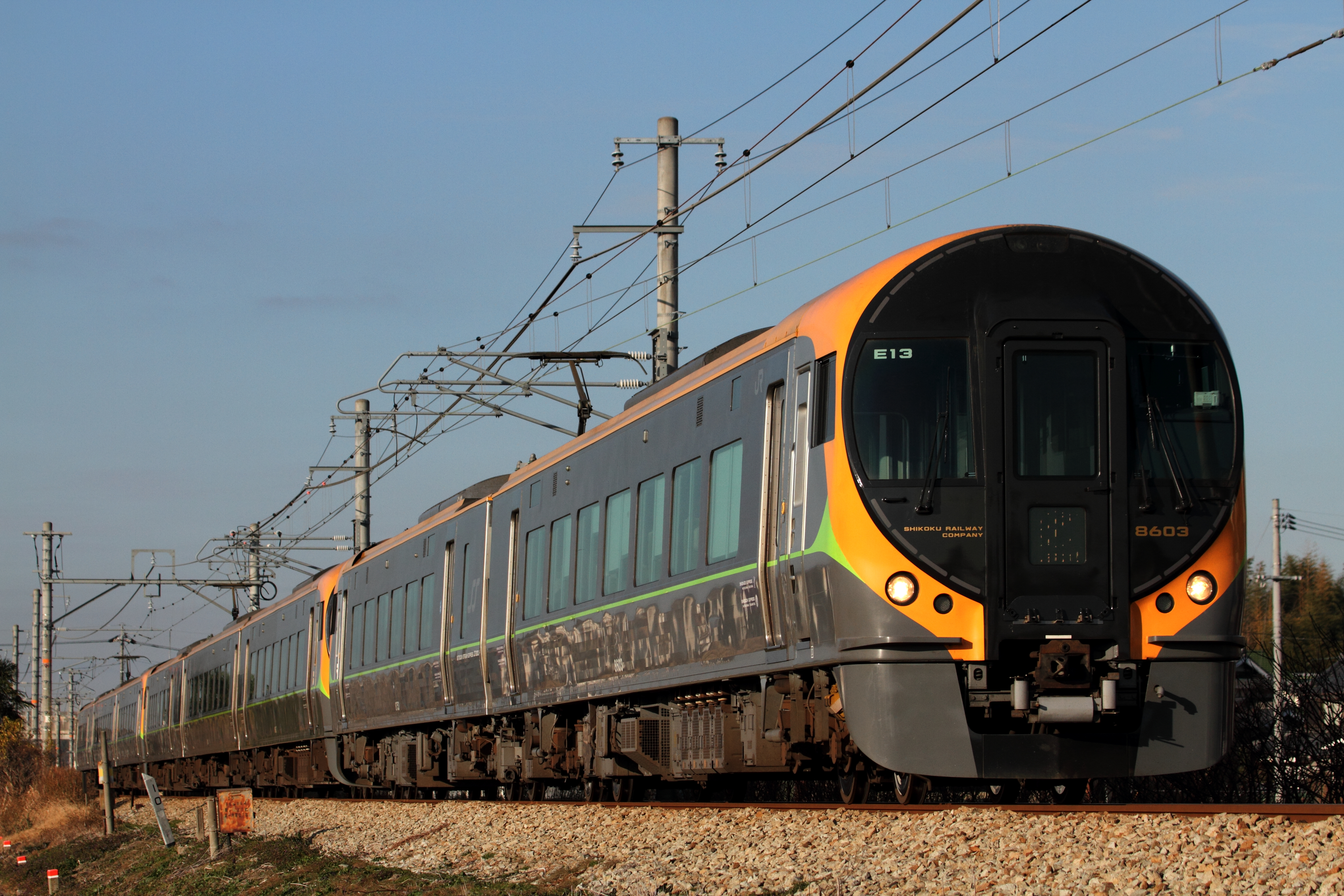
多客期には8両編成で岡山に直通する「しおかぜ」 （2022年1月2日）
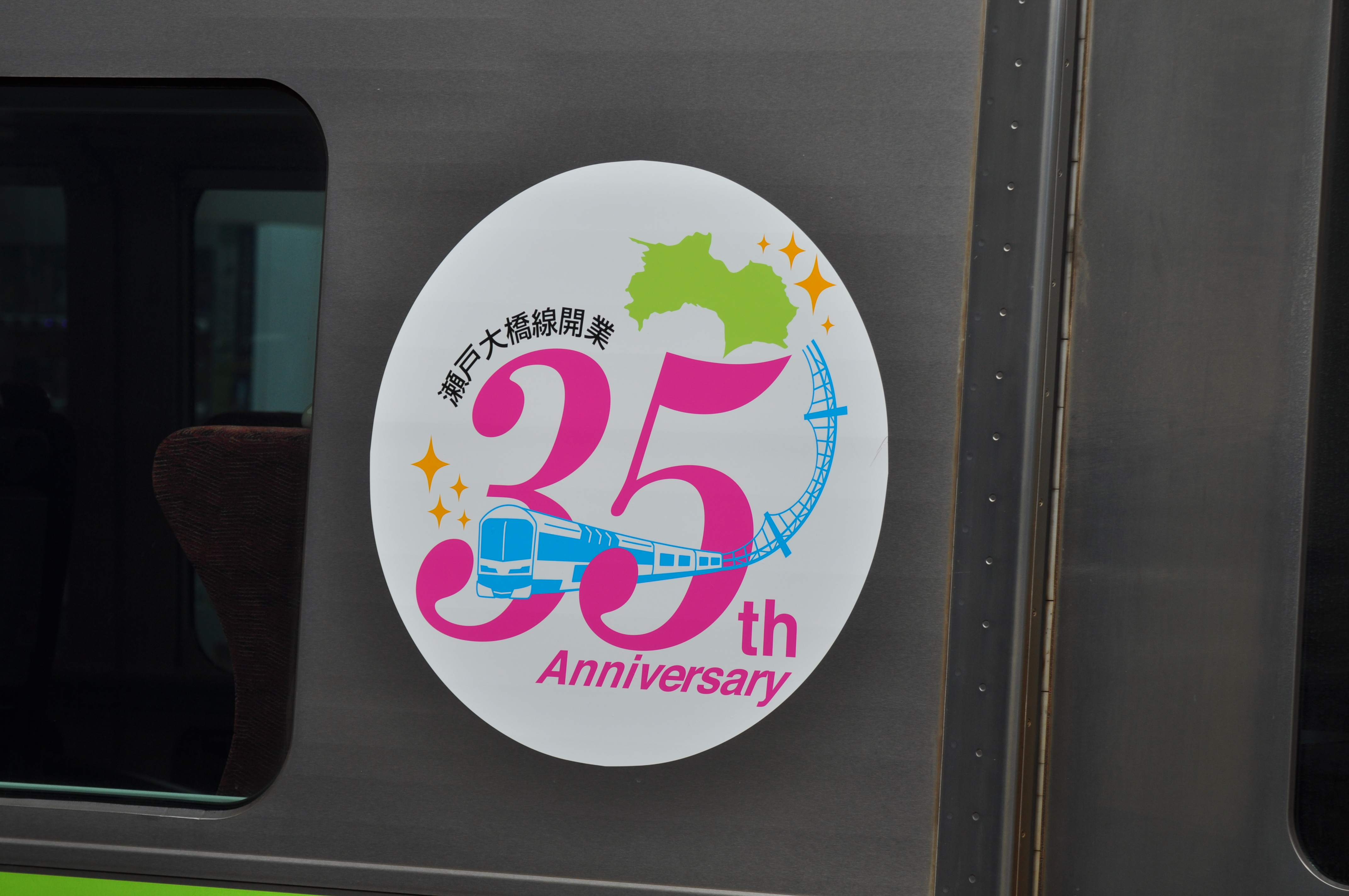
8600系に施された瀬戸大橋線開業35周年記念ラッピング （松山駅）
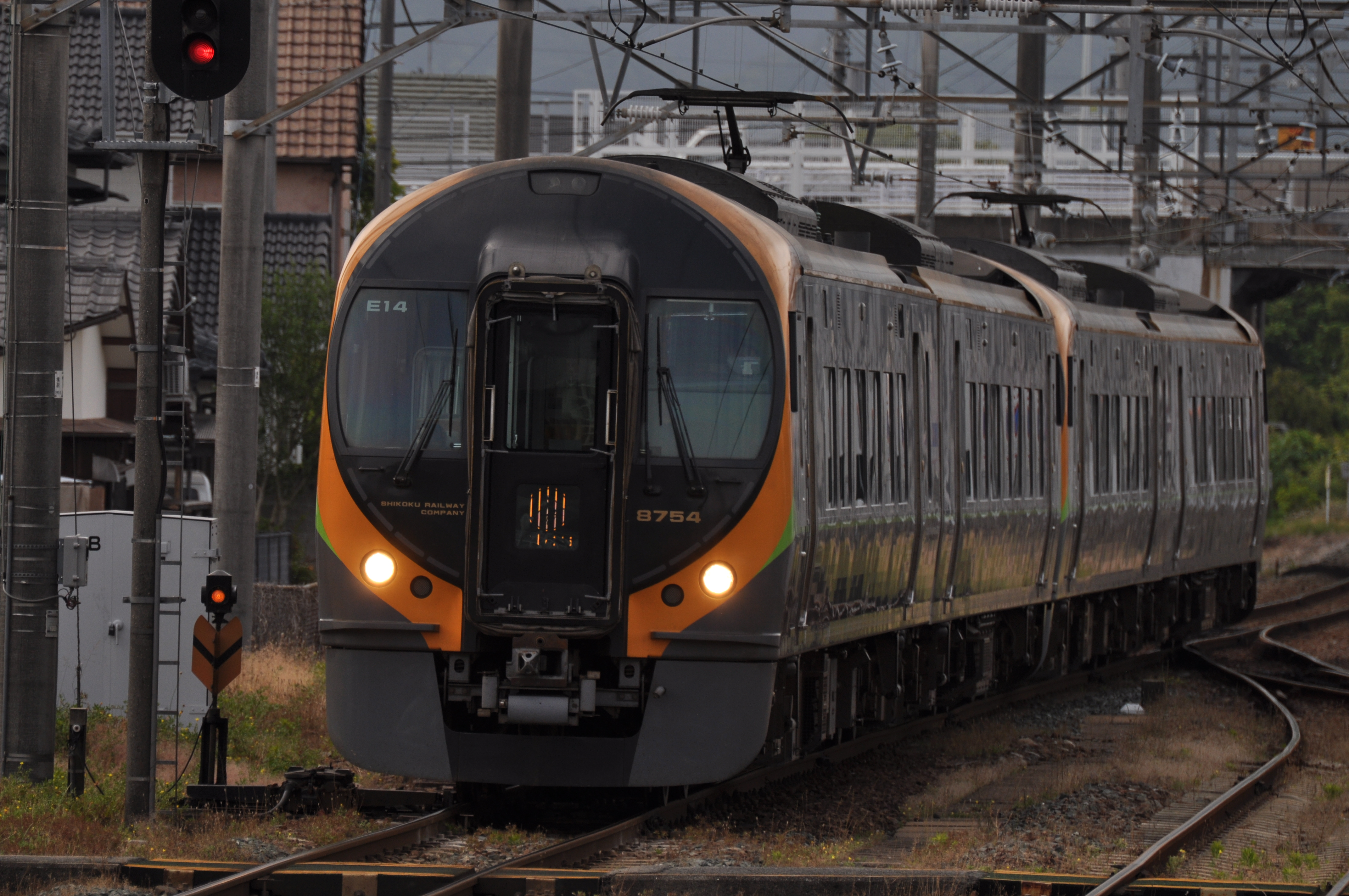
8600系で運用される「いしづち」 （2023年5月28日）
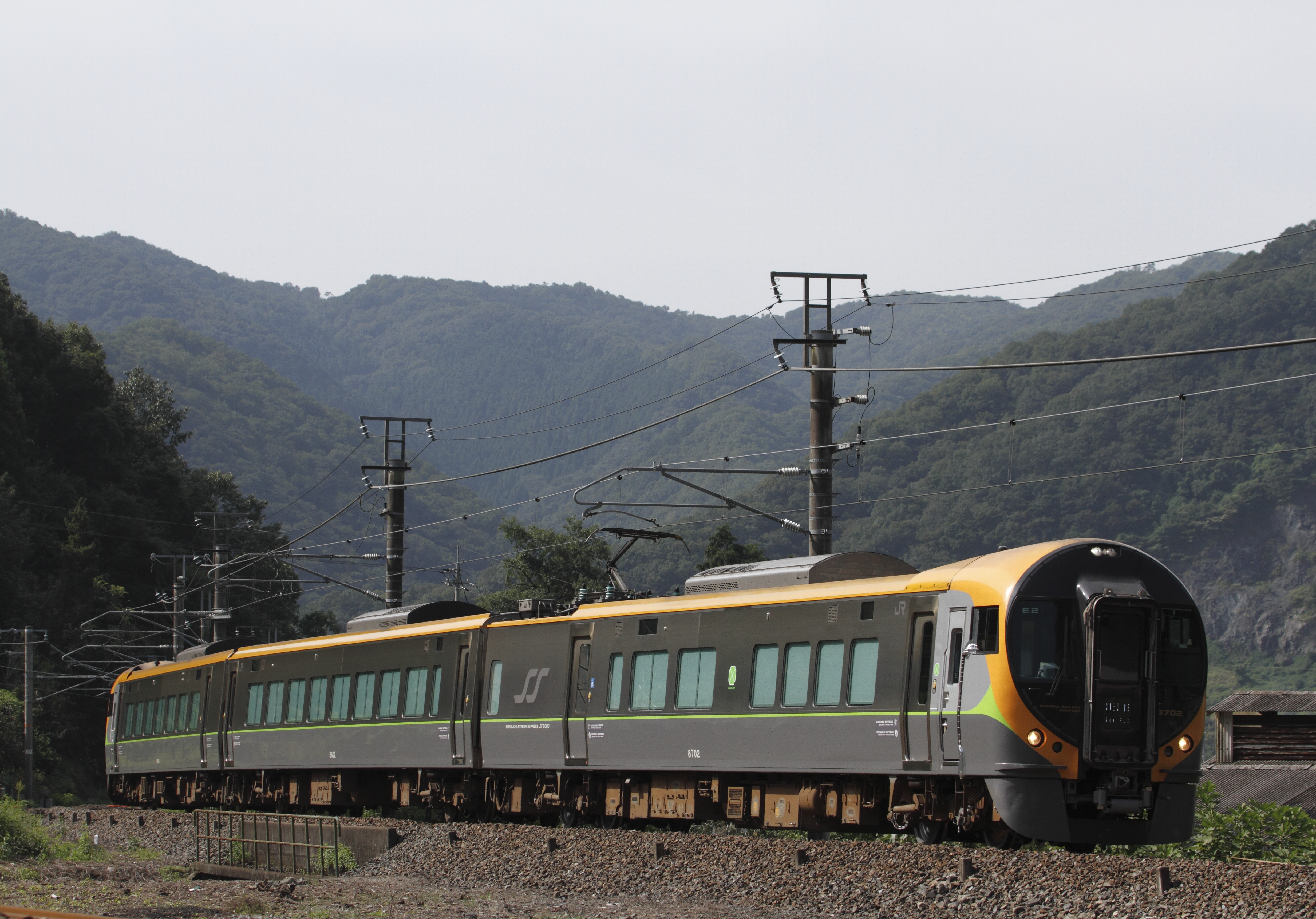
伯備線内で試運転を行うE2編成 （2017年9月 美袋駅 - 備中広瀬駅間）

## 沿革
- 2014年（平成26年）
  - 2月27日：量産先行車2両編成×2本が川崎重工業で落成し、同日から2月28日にかけて高松貨物ターミナル駅まで甲種輸送される[40][41]。
  - 3月5日：高松運転所で報道公開。翌3月6日付で松山運転所に配置。その後、各路線において基本性能の確認のための走行試験や曲線通過性能の確認とブレーキ試験のための走行試験を実施[42][43]。
  - 6月23日：高松駅 - 松山駅間の特急「いしづち」103号・104号で営業運転を開始[7][8][9]。ただし、車両の試験や検査等の関係から、7月1日以降は原則として水曜日・木曜日の「いしづち」103号と、火曜日・水曜日の「いしづち」104号は2000系が代走した[5]。
  - 9月：同月末からは車両試験でデータの取得が完了したことから、運休日をなくして平日4両編成、土休日2両編成で運用[5]。
- 2015年（平成27年）
  - 3月14日：引き続き特急「いしづち」1往復（下り103号・上り104号）のみで運用するが、2両編成では輸送力が不足したため、毎日4両編成での運用に変更[5]。
  - 10月7日：量産車2両編成×2本・3両編成×2本の10両が落成[44][45]。
- 2016年（平成28年）
  - 2月6日：「いしづち」104号で、当形式初の3編成連結した6両で運転[46][注 12]。
  - 3月26日：ダイヤ改正より新たに特急「しおかぜ・いしづち」4往復に投入[47][48]。一部列車に使用されていた2000系気動車を置き換え[注 13]。ただし、これに伴う2000系の廃車は発生しなかった。
  - 8月12日 - 8月15日：多客時に高松駅 - 多度津駅間で運転された臨時「しまんと」に使用[25][26]。
- 2017年（平成29年）7月13日：E1編成が山陽本線・伯備線（岡山駅 - 倉敷駅 - 備中高梁駅）で試運転を行う[30][31]。同年7月14・26・27日にも実施[32]。9月にはE2編成を用いて実施[33]。
- 2018年（平成30年）
  - 1月29日：2017年（平成29年）度中に増備予定とされた3両編成×1本がE3編成として落成し、川崎重工業から翌1月30日にかけて高松貨物ターミナル駅まで甲種輸送される[49][50]。
  - 2月14日：「しおかぜ」12号より、E3編成が営業運転を開始[51]。
  - 3月12日：初めて3+2+3の8両編成で運転[23]。
  - 3月17日：E3編成の増備により全体に予備編成が生じたことから、同日のダイヤ改正で「しおかぜ・いしづち」5号・6号を8000系から本形式に変更[52]、8000系の5両編成・3両編成の各1本の運用を置き換えた。
- 2019年（平成31年）2月17日：団体臨時列車が高松駅 - 備中高梁駅間で運転。山陽本線・伯備線で初めて営業運転される[34][35][36]。
- 2022年（令和4年）3月12日：ダイヤ改正により、充当列車が「しおかぜ・いしづち」4往復、「いしづち」102・103・106号、「モーニングEXP松山」に変更される[53]。
- 2023年（令和5年）4月9日：瀬戸大橋開業35年を記念して、8701 - 8703号の車体側面に記念ロゴを掲出[37][38][39]。

## 編成表
2024年（令和6年）4月1日現在
- 全車両川崎重工業（現：川崎車両）製造
- 全車両松山運転所所属

| ← 高松・岡山松山 → | ← 高松・岡山松山 → | ← 高松・岡山松山 → | ← 高松・岡山松山 → | ← 高松・岡山松山 → | ← 高松・岡山松山 → |
| ------------------ | ------------------ | ------------------ | ------------------ | ------------------ | ------------------ |
| 編成番号           | 8600 （Mc）        | 8800 （T）         | 8700 （Tsc）       | 落成日             | 備考               |
| E1                 | 8605               | 8801               | 8701               | 2015/10/20         |                    |
| E2                 | 8606               | 8802               | 8702               | 2015/10/20         |                    |
| E3                 | 8607               | 8803               | 8703               | 2018/01/06         | 増備車             |
| 編成番号           | 8600 （Mc）        | 8750 （Tc）        |                    | 落成日             | 備考               |
| E11                | 8601               | 8751               | 2014/03/06         | 量産先行車         |                    |
| E12                | 8602               | 8752               | 2014/03/06         | 量産先行車         |                    |
| E13                | 8603               | 8753               | 2015/10/20         |                    |                    |
| E14                | 8604               | 8754               | 2015/10/20         |                    |                    |